# Herrarnas bygelhäst i gymnastik vid olympiska sommarspelen 2012
Herrarnas bygelhäst i gymnastik vid olympiska sommarspelen 2012 avgjordes den 5 augusti 2012 mellan 8 gymnaster från totalt 6 nationer. De deltagande kvalificerade sig för friståendet genom kvaltävlingen - däremot fick maximalt två gymnaster från samma land kvalificera sig.

## Medaljörer
| Gren                | Guld                   | Silver                     | Brons                       |
| Herrarnas bygelhäst | Krisztián Berki Ungern | Louis Smith Storbritannien | Max Whitlock Storbritannien |

## Resultat

### Kval
| Placering | Gymnast             | Nation         | D. p. | E. p. | Str. p. | Totalt | Kval |
| --------- | ------------------- | -------------- | ----- | ----- | ------- | ------ | ---- |
| 1         | Louis Smith         | Storbritannien | 6.900 | 8.900 |         | 15.800 | Q    |
| 2         | Cyril Tommasone     | Frankrike      | 6.500 | 8.833 |         | 15.333 | Q    |
| 3         | Vid Hidvegi         | Ungern         | 6.300 | 8.800 |         | 15.100 | Q    |
| 4         | Alberto Busnari     | Italien        | 6.600 | 8.458 |         | 15.058 | Q    |
| 5         | Krisztián Berki     | Ungern         | 6.400 | 8.633 |         | 15.033 | Q    |
| 6         | Vitalii Nakonetjnji | Ukraina        | 6.300 | 8.633 |         | 14.933 | Q    |
| 7         | David Beljavskij    | Ryssland       | 6.300 | 8.600 |         | 14.900 | Q    |
| 8         | Max Whitlock        | Storbritannien | 6.400 | 8.500 |         | 14.900 | Q    |
| 9         | Mjkola Kuksenkov    | Ukraina        | 6.500 | 8.400 |         | 14.900 | R    |
| 10        | Danell Leyva        | USA            | 6.100 | 8.766 |         | 14.866 | R    |
| 11        | Sebastian Krimmer   | Tyskland       | 6.200 | 8.633 |         | 14.833 | R    |

### Final
Vid lika resultat rankas deltagarna efter utförandepoäng.
| Plac. | Gymnast             | Nation         | D Score | E Score | Pen. | Totalt |
| ----- | ------------------- | -------------- | ------- | ------- | ---- | ------ |
| 1     | Krisztián Berki     | Ungern         | 6.900   | 9.166   | 0.00 | 16.066 |
| 2     | Louis Smith         | Storbritannien | 7.000   | 9.066   | 0.00 | 16.066 |
| 3     | Max Whitlock        | Storbritannien | 6.600   | 9.000   | 0.00 | 15.600 |
| 4     | Alberto Busnari     | Italien        | 6.600   | 8.800   | 0.00 | 15.400 |
| 5     | Cyril Tommasone     | Frankrike      | 6.500   | 8.641   | 0.00 | 15.141 |
| 6     | Vitalii Nakonechnyi | Ukraina        | 6.300   | 8.466   | 0.00 | 14.766 |
| 7     | David Belyavskiy    | Ryssland       | 6.300   | 8.433   | 0.00 | 14.733 |
| 8     | Vid Hidvégi         | Ungern         | 6.399   | 8.000   | 0.00 | 14.300 |